# Hôtel de Crillon

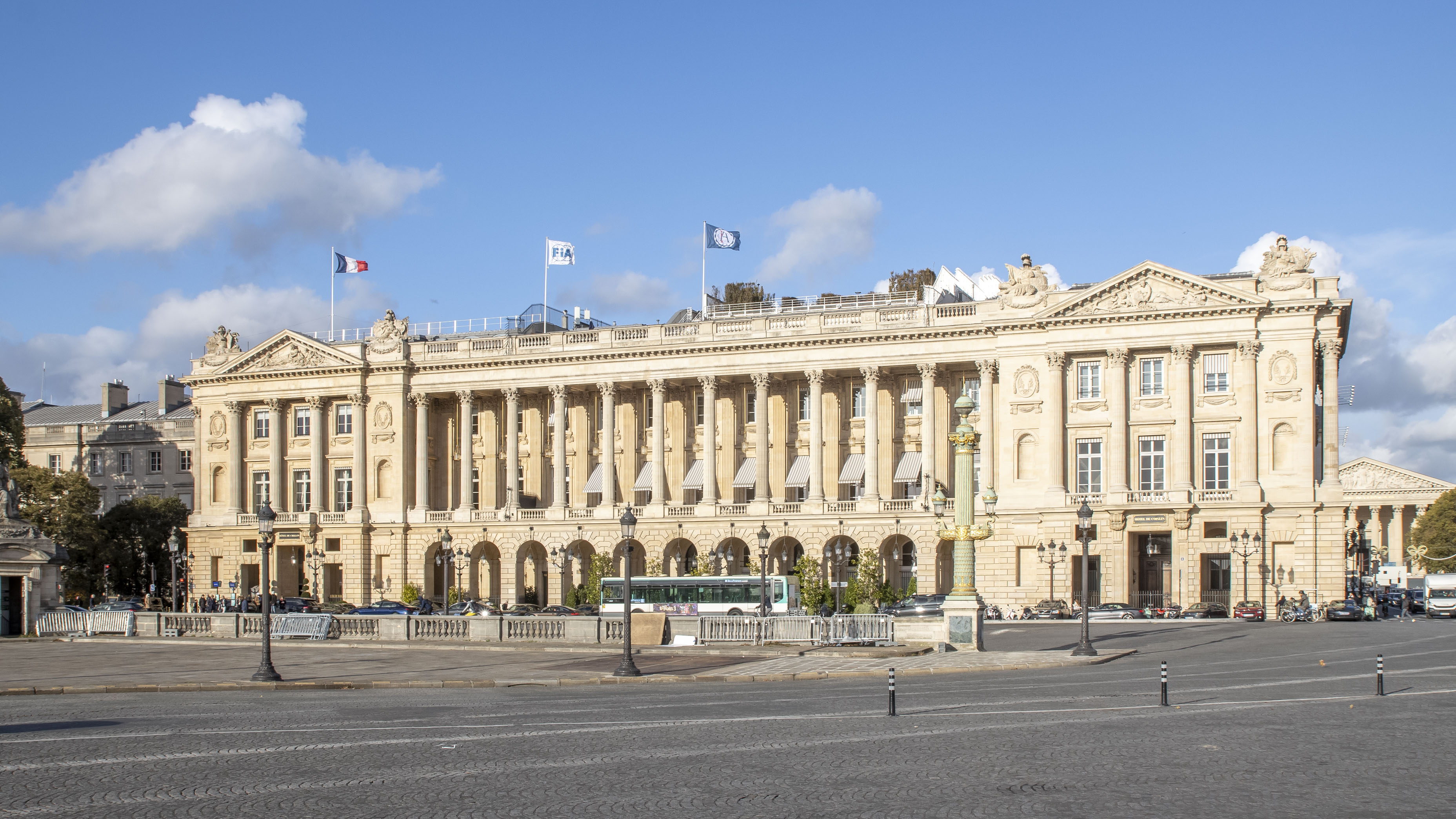
Hôtel de Crillon

Das Hôtel de Crillon ist ein ehemaliger Adelspalast an der Place de la Concorde in Paris (8. Arrondissement). Es ist heute ein Luxushotel der Rosewood Hotels und gehört zu den Leading Hotels of the World. Das Hotel hat nach seiner Renovierung 74 Zimmer und 44 Suiten.

## Geschichte
Es ist Teil des westlichen der zwei dies- und jenseits der Rue Royale gelegenen Paläste, die Jacques-Ange Gabriel im Zuge der Planung der Place de la Concorde als nördliche Randbebauung zum Faubourg Saint-Honoré entwarf. Wie bei Jules Hardouin-Mansarts Place Vendôme schuf der Architekt nur die Fassaden und überließ es den Käufern, die Gebäude auf den dahintergelegenen Grundstücken nach ihren eigenen Bedürfnissen gestalten zu lassen. Mit dem Bau der Fassaden wurde 1757 begonnen. Die beiden Paläste sollten ursprünglich Botschaftern als Residenz dienen, schließlich nahm der östliche nach seiner Fertigstellung im Jahr 1768 die Garde-Meuble genannte königliche Möbel- und Gerätekammer auf, der westliche vier private Stadtpaläste, darunter das Hôtel Crillon, das – abgesehen von der Fassade – ab 1758 nach den Plänen des Architekten Louis François Trouard gebaut wurden.
Dieser vermietete das prachtvolle Stadtpalais im Jahr 1776 an den Herzog von Aumont – der 1782 dort starb – bevor er es im Jahr 1788 an François-Félix-Dorothée Berton des Balbes, Herzog von Crillon, verkaufte. François Félix de Crillon erwarb dieses Gebäude am 20. April 1788 für 300.000 Livres und gab ihm seinen Namen. Über Generationen hinweg lebte hierin die Familie Crillon. Es wurde während der Französischen Revolution konfisziert, aber 1820 an die Herzogin von Crillon zurückgegeben und befand sich bis zum Jahr 1907 im Besitz der Familie, die es auch bewohnte.
Am 21. Januar 1793 wurde der letzte König von Frankreich, Ludwig XVI., vor dem Palais mittels einer Guillotine enthauptet. Das Hotel hat den Status eines Monument historique.

## Hotel
Als Hotel im heutigen Sinne fungiert es erst seit dem 11. März 1909 zunächst unter der Bezeichnung Hôtel des Voyageurs, einem Grand Hotel mit damals 147 Zimmern. Bauherr war die Société des grands magasins et hôtels du Louvre – unter Einbeziehung von zwei angrenzenden Gebäuden der Rue Boissy d’Anglas –, die es zu einem der luxuriösesten und exklusivsten Hotels der Welt umbaute. 
Das Hôtel de Crillon wurde nach dem Angriff auf Frankreich 1940 beschlagnahmt und als Hauptquartier der deutschen Truppen in Frankreich genutzt.
Später wurde das Unternehmen von der Familie Taittinger kontrolliert, im Jahr 2005 ging die Mehrheit der Anteile auf den Fonds Starwood Capital Group über.
Nach dem Zweiten Weltkrieg wohnten zahlreiche westdeutsche Politiker wie beispielsweise Helmut Kohl während ihrer Besuche in Paris im Crillon. Dort wohnten ebenfalls Woodrow Wilson während der Pariser Friedenskonferenz 1919 sowie Theodore Roosevelt, Herbert C. Hoover und Richard Nixon. Zu den Hotelgästen zählten der Kaiser Hirohito, der König Georg V., Charlie Chaplin, Otto Hahn, Orson Welles, Leonard Bernstein (nach dem heute eine Suite benannt ist), Elizabeth Taylor, Arnold Schwarzenegger und Madonna.
Im April 2013 schloss das Hotel wegen Renovierung, es eröffnete am 5. Juli 2017 wieder und hat seitdem zwei von Karl Lagerfeld gestaltete Suiten.